# Улица Академика Стражеско
Улица Академика Стражеско (укр. Вулиця Академіка Стражеска) — улица в Соломенском районе города Киева, жилой массив Отрадный. Пролегает от улицы Героев Севастополя до бульвара Вацлава Гавела.

## История
Улица возникла в 50-е годы XX века под названием Новая, с 1957 года — Любецкая.
Современное название в честь украинского врача Николая Стражеско — с 1961 года.

## Учреждения и заведения
- В здании №6а находится Храм Собора архистратига Михаила и прочих Небесных Сил бесплотных в Медгородке.